# Tíaso (mitologia)
Na mitologia grega, Tíaso ou Tíasos (grego antigo: Θίασός que significa 'tumulto, festa báquica'), pode se referir a:
- Tíaso, um dos líderes dos sátiros[1] que se juntou ao exército de Dioniso em sua campanha contra a Índia.[2]
- Tíaso, a comitiva extática de Dioniso.